# Искър (промишлена зона)
Научно-производствена зона „Искър“ е промишлена зона на град София, България, разположена в район „Искър“, на 8,5 километра югоизточно от центъра на града.
Разположена е по левия бряг на река Искър и граничи с квартал „Аерогарата“ на север, невключени в квартали територии в коритото на Искър и малката промишлена зона „Нови силози“, квартал „Дружба“ на югозапад и промишлената зона „Слатина“ на северозапад.